# Heterodontosauriformer
Heterodontosauriformes är en grupp av växtätande dinosaurier inom ordningen Ornithischia. Ranken skapades av Xu o. a. år 2006 för att bilda en grupp av underordningen Marginocephalia med familjen Heterodontosauridae (tidigare klassade som ornithopoder), efter fyndet av Yinlong avslöjade att de två grupperna var nära släkt.